# Molly Cheek
Molly Cheek (* 2. März 1950 in Bronxville, New York) ist eine US-amerikanische Schauspielerin, deren Karriere Ende der 1970er Jahre begann.
In den 1980er Jahren hatte sie Kurzauftritte in verschiedenen Fernsehserien wie CHiPs, T. J. Hooker oder Wer ist hier der Boss?. Ihr längstes Engagement lief über vier Jahre in der It’s Garry Shandling’s Show, wo sie Garrys beste Freundin spielte. Von 1991 bis 1993 übernahm sie die Rolle der Nancy Henderson in der Serie Harry und die Hendersons.
Sie spielte außerdem die Mutter des Hauptdarstellers in der American-Pie-Filmreihe. In dem Horrorfilm Drag Me to Hell von Regisseur Sam Raimi hatte Cheek die unterstützende Rolle der Trudy Dalton.

## Filmografie (Auswahl)
Serien
- 1981: CHiPs (1 Folge)
- 1981: Der Denver-Clan (Dynasty, 2 Folgen)
- 1982: Chicago Story (13 Folgen)
- 1985: T. J. Hooker (1 Folge)
- 1986–1990: It’s Garry Shandling’s Show (71 Folgen)
- 1987: Wer ist hier der Boss? (Who’s the Boss?, 1 Folge)
- 1991–1993: Harry und die Hendersons (Harry and the Hendersons, 72 Folgen)
- 1997: X-Factor: Das Unfassbare (Beyond Belief: Fact or Fiction, Folge 2x01 „Der Revolver“)

Filme
- 1993: Body Bags (Fernsehfilm)
- 1999: American Pie – Wie ein heißer Apfelkuchen (American Pie)
- 2001: American Pie 2
- 2003: American Pie – Jetzt wird geheiratet (American Wedding)
- 2004: Spider-Man 2
- 2007: Cougar Club
- 2007: Good Time Max
- 2009: Drag Me to Hell
- 2012: American Pie: Das Klassentreffen (American Reunion)